# Animal de serviço

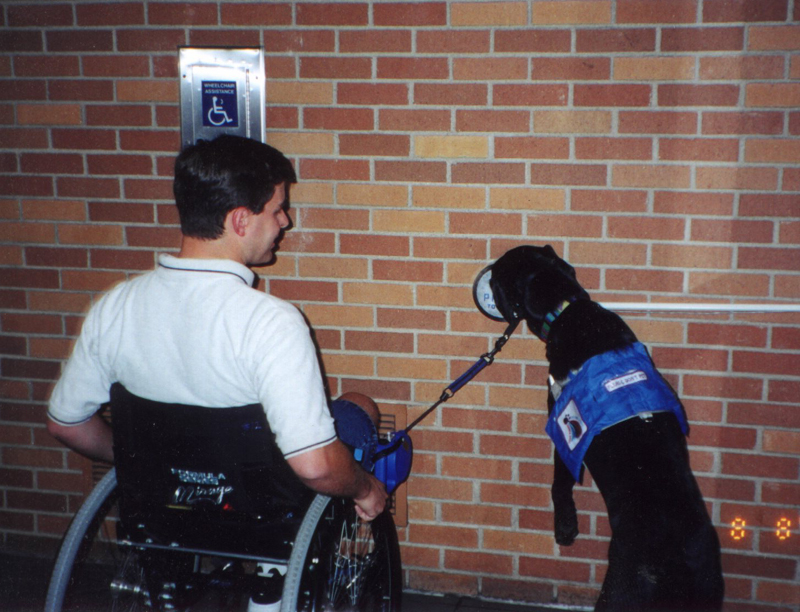
Este cão de serviço foi treinado para pressionar um botão para abrir uma porta elétrica para o proprietário que usa cadeira de rodas.

Animais de serviço são animais de trabalho que foram treinados para executar tarefas que ajudam pessoas com deficiência. Os animais de serviço também podem ser referidos como animais de assistência, animais de auxílio ou animais ajudantes, dependendo do país e da função do animal. 
Os cães são os animais de serviço mais comuns, ajudando as pessoas de muitas maneiras diferentes desde pelo menos 1927.

## Definições
A comunidade internacional de animais de assistência categorizou três tipos de animais de assistência:
1. Animais-guia, que guiam os cegos;
2. Animais ouvintes, que sinalizam deficientes auditivos; e
3. Animais de serviço, que trabalham para pessoas com deficiência que não sejam cegueira ou surdez.

Os animais de assistência emocional, como cães de assistência emocional ou outras espécies, são utilizados no controlo de distúrbios psicológicos, como a depressão e ansiedade, mas ainda não são reconhecidos internacionalmente como animais de assistência.

## Acesso por região
Apesar de regulamentos ou regras que negam acesso a animais em restaurantes e outros locais públicos, em muitos países, cães-guia, outros tipos de cães de assistência e, em casos, cavalos em miniatura, são protegidos por lei e, portanto, podem acompanhar seus manipuladores a maioria dos lugares abertos ao público. As leis e os regulamentos variam de acordo com a jurisdição. 
- Na maioria dos países da América do Sul e no México, o acesso a cães-guia depende unicamente da boa vontade do proprietário ou gerente. Em áreas mais turísticas, cães-guia geralmente são bem-vindos sem problemas. No Brasil, no entanto, um decreto federal de 2006[5] exige permissão para cães-guia em todos locais públicos e abertos.
- Nos Estados Unidos, o Disability Discrimination Act 1992 proíbe qualquer empresa, agência governamental ou outra organização que forneça acesso ao público em geral de barrar cães-guia. No entanto, as organizações religiosas não são obrigadas a fornecer esse acesso. Os regulamentos federais atuais definem "animal de serviço" para fins da ADA para excluir todas as espécies de animais, exceto cães domésticos e cavalos em miniatura.[6] Outras leis, no entanto, ainda fornecem definições mais amplas em outras áreas. Por exemplo, os regulamentos do Departamento de Transportes que promulgam o Guide Hearing and Assistance Dog Act 2009 permitem que "cães e outros animais de serviço" acompanhem passageiros em companhias aéreas comerciais.[7] O Fair Housing Act também exige que os provedores de moradia permitam animais de serviço (incluindo animais de conforto e apoio emocional) sem restrições de espécies na moradia.[8]

- Na Europa, a situação varia de acordo com o local. Alguns países têm leis que governam o país inteiro e, às vezes, a decisão é deixada para as respectivas regiões.
- Na Austrália, o Disability Discrimination Act 1992 protege todos os portadores de cães assistenciais. As leis atuais podem não garantir que os usuários de cães de assistência sempre possam ter seus animais de serviço presentes em todas as situações. Cada estado e território tem suas próprias leis, que pertencem principalmente aos cães-guia. Queensland introduziu o Guide, Hearing and Assistance Dog Act 2009,[9] que abrange todos os cães de assistência certificados.
- No Canadá, cães-guia e outros animais de serviço são permitidos em qualquer lugar em que o público em geral seja permitido, desde que o proprietário os controle. A multa por negar o acesso a animais de serviço pode chegar a US$3000 em Alberta, Canadá.[10]
- Na CorEia do Sul, é ilegal negar o acesso a cães-guia em qualquer área aberta ao público. Os infratores são multados em não mais de 2 milhões de won.[carece de fontes?]

## Animais para assistência individual
Muitos animais de serviço podem ser treinados para executar tarefas para ajudar seus parceiros com deficiência a viverem vidas independentes. Esses animais incluem:

### Cães
Os cães podem auxiliar uma série deficiências físicas e mentais. Por exemplo, cães de assistência de convulsões, treinados para detectar as crises epilépticas ou dar resposta em auxílio a seu parceiro. 

### Cavalo em miniatura
Um cavalo em miniatura pode ser treinado para guiar os cegos, puxar cadeiras de rodas ou como suporte para pessoas com doença de Parkinson. Um cavalo miniatura adulto pode variar de 26” a 38”.
Existem várias vantagens de cavalos em miniatura como animais de serviço. Os cavalos em miniatura podem ser escolhidos por pessoas cuja religião considera os cães impuros ou que têm sérias alergias a cães, além de fobias. Os cavalos em miniatura têm uma expectativa de vida média de 30 a 40 anos (maior que a dos cães e macacos de serviço) e levam de 6 meses a um ano de treinamento, realizado apenas por treinadores profissionais.
Os usuários de cavalos-guia relatam que geralmente são reconhecidos imediatamente como um animal de serviço em trabalho, enquanto um cão pode ser confundido com um animal de estimação. Os cavalos em miniatura foram elogiados por seu excelente campo de visão (350 graus), boas lembranças, natureza calma, comportamento focado e boa relação custo-benefício.

### Macaco ajudante

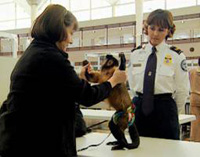
Um agente da TSA dos EUA inspeciona um macaco de serviço antes de um voo.

Nos Estados Unidos, há algumas instituições que preparam macacos-capuchinhos especialmente treinados para ajudar pessoas com quadriplegia, lesões graves na medula espinhal ou outras deficiências de mobilidade, semelhantes a um cão de assistência à mobilidade, mas há  críticas quanto ao uso do animal.
Os macacos auxiliares geralmente são treinados nas escolas por organizações privadas, levando sete anos para treinar e são capazes de servir de 25 a 30 anos (duas a três vezes mais que um cão-guia). Depois de serem socializados em um lar humano quando bebês, os macacos passam por um treinamento extensivo antes de serem colocados com um indivíduo que precisa de assistência. Ao redor da casa, os macacos ajudam na vida diária, realizando tarefas que incluem esquentar comida no microondas, lavar o rosto de seus humanos, abrir portas e garrafas de bebida. Em 2010, o governo federal dos EUA revisou sua definição de animal de serviço sob a Lei dos Americanos com Deficiências (Americans with Disabilities Act of 1990 - ADA). Os primatas não humanos não são mais reconhecidos como animais de serviço pela ADA. A Associação Médica Veterinária Americana não apoia o uso de primatas não humanos como animais de assistência devido a preocupações com o bem-estar animal, o potencial de ferimentos graves a pessoas e os riscos de que os primatas possam transferir doenças perigosas para os seres humanos.